# Формула-1 — Чемпіонат 2021

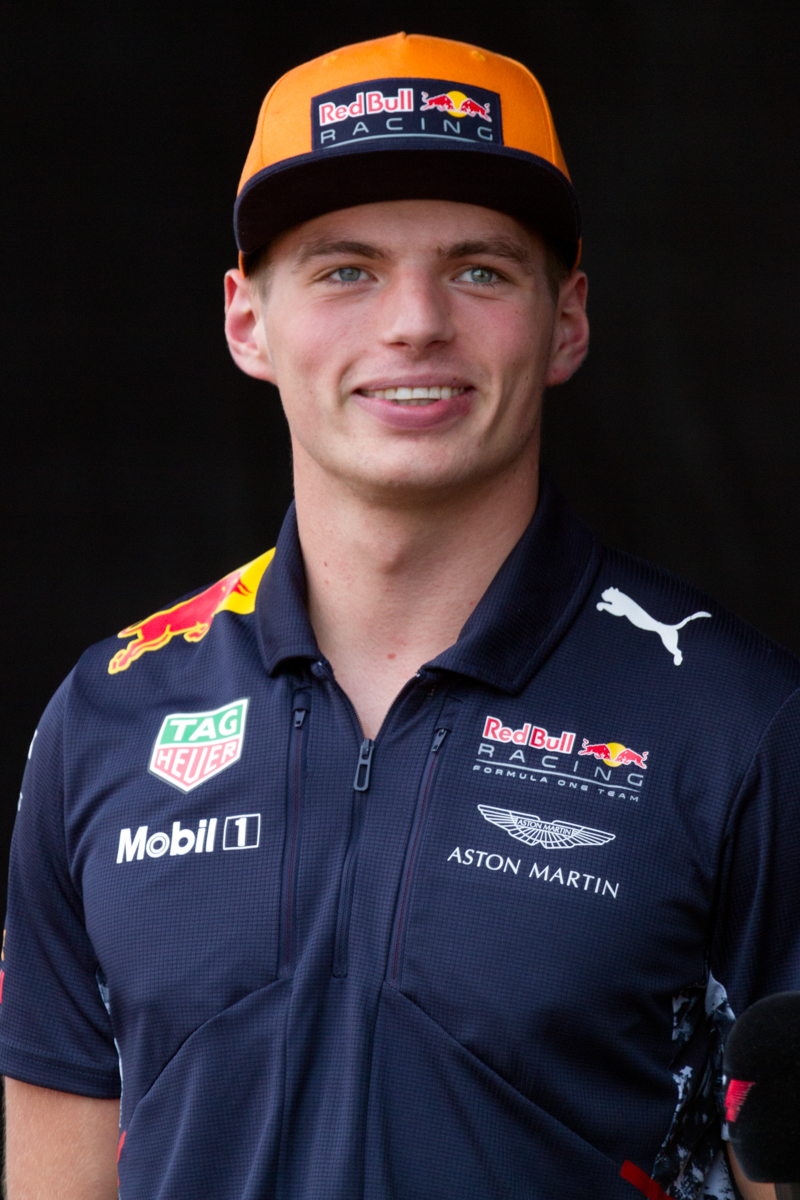
Макс Ферстаппен — Чемпіон світу 2021 року

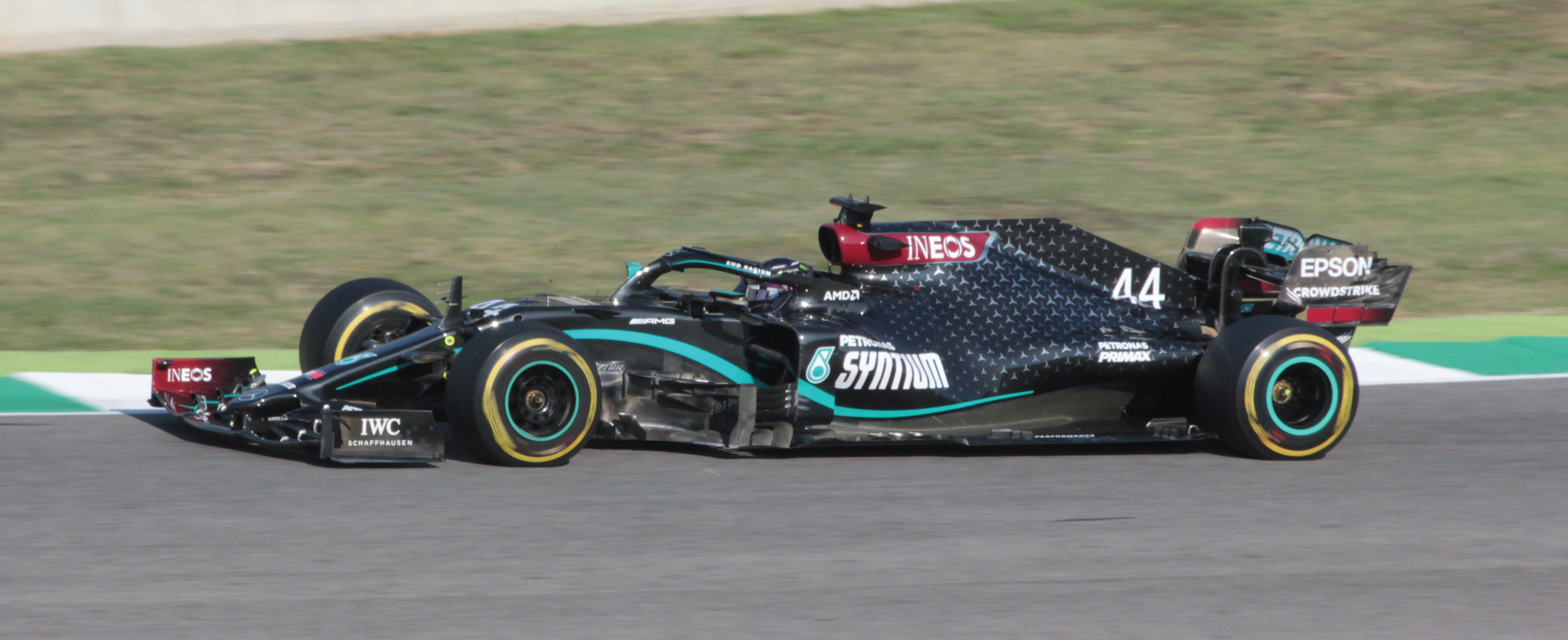
Mercedes — володар Кубку конструкторів

Формула-1 2021 року — сезон чемпіонату світу з автоперегонів у класі Формула-1, який проводиться під егідою FIA. Чемпіонат відбувся у період з березня по грудень та мав містити рекордну кількість перегонів — 23 Гран-прі, з яких відбулося 22 етапи. Сезон розпочався на Гран-прі Бахрейну 28 березня та закінчився на Гран-прі Абу-Дабі 12 грудня. Переможцем в особистому заліку став Макс Ферстаппен. Кубок конструкторів восьме поспіль виборола команда Мерседес.

## Команди та пілоти
Наступні команди та пілоти, які мають контракт на участь у Чемпіонаті світу 2021 року. Постачальник шин для всіх команд — Pirelli.
| Команда                                 | Конструктор               | Шасі   | Двигун              | Шини | №  | Пілот              | Прим.             |
| --------------------------------------- | ------------------------- | ------ | ------------------- | ---- | -- | ------------------ | ----------------- |
| Alfa Romeo Racing ORLEN                 | Alfa Romeo Racing-Ferrari | C41    | Ferrari 065/6       | P    | 7  | Кімі Ряйкконен     | [ 4 ] [ 5 ] [ 6 ] |
| Alfa Romeo Racing ORLEN                 | Alfa Romeo Racing-Ferrari | C41    | Ferrari 065/6       | P    | 99 | Антоніо Джовінацці | [ 4 ] [ 5 ] [ 6 ] |
| Alfa Romeo Racing ORLEN                 | Alfa Romeo Racing-Ferrari | C41    | Ferrari 065/6       | P    | 88 | Роберт Кубіца      | [ 4 ] [ 5 ] [ 6 ] |
| Scuderia AlphaTauri Honda               | AlphaTauri-Honda          | AT02   | Honda RA621H        | P    | 10 | П'єр Гаслі         | [ 8 ]             |
| Scuderia AlphaTauri Honda               | AlphaTauri-Honda          | AT02   | Honda RA621H        | P    | 22 | Юкі Цунода         | [ 9 ]             |
| Scuderia Ferrari Mission Winnow         | Ferrari                   | SF21   | Ferrari 065/6       | P    | 55 | Карлос Сайнс мол.  | [ 11 ]            |
| Scuderia Ferrari Mission Winnow         | Ferrari                   | SF21   | Ferrari 065/6       | P    | 16 | Шарль Леклер       | [ 12 ]            |
| Uralkali Haas F1 Team                   | Haas-Ferrari              | VF-21  | Ferrari 065/6       | P    | 47 | Мік Шумахер        | [ 15 ]            |
| Uralkali Haas F1 Team                   | Haas-Ferrari              | VF-21  | Ferrari 065/6       | P    | 9  | Микита Мазепін     | [ 16 ]            |
| McLaren F1 Team                         | McLaren-Mercedes          | MCL35M | Mercedes-AMG F1 M12 | P    | 4  | Ландо Норріс       | [ 18 ]            |
| McLaren F1 Team                         | McLaren-Mercedes          | MCL35M | Mercedes-AMG F1 M12 | P    | 3  | Данієль Ріккардо   | [ 19 ]            |
| Mercedes-AMG Petronas Formula One Team  | Mercedes                  | F1 W12 | Mercedes-AMG F1 M12 | P    | 44 | Льюїс Гамільтон    | [ 21 ]            |
| Mercedes-AMG Petronas Formula One Team  | Mercedes                  | F1 W12 | Mercedes-AMG F1 M12 | P    | 77 | Вальттері Боттас   | [ 22 ]            |
| Aston Martin Cognizant Formula One Team | Aston Martin-Mercedes     | AMR21  | Mercedes-AMG F1 M12 | P    | 5  | Себастьян Феттель  | [ 24 ]            |
| Aston Martin Cognizant Formula One Team | Aston Martin-Mercedes     | AMR21  | Mercedes-AMG F1 M12 | P    | 18 | Ленс Стролл        | [ 24 ]            |
| Red Bull Racing                         | Red Bull Racing-Honda     | RB16B  | Honda RA621H        | P    | 11 | Серхіо Перес       | [ 26 ]            |
| Red Bull Racing                         | Red Bull Racing-Honda     | RB16B  | Honda RA621H        | P    | 33 | Макс Ферстаппен    | [ 27 ]            |
| Alpine F1 Team                          | Alpine-Renault            | A521   | Renault E-Tech 20B  | P    | 14 | Фернандо Алонсо    | [ 30 ]            |
| Alpine F1 Team                          | Alpine-Renault            | A521   | Renault E-Tech 20B  | P    | 31 | Естебан Окон       | [ 31 ]            |
| Williams Racing                         | Williams-Mercedes         | FW43B  | Mercedes-AMG F1 M12 | P    | 6  | Ніколас Латіфі     | [ 33 ]            |
| Williams Racing                         | Williams-Mercedes         | FW43B  | Mercedes-AMG F1 M12 | P    | 63 | Джордж Рассел      | [ 33 ]            |

### Зміни в командах
Команда McLaren оголосила, що вони перейдуть з використання силових установок Renault на двигуни, побудовані Mercedes, відновивши партнерство McLaren-Mercedes, яке діяло між 1995 і 2014 роками. Racing Point перейменувалась у Aston Martin. Зміну назви здійснив власник команди Лоуренс Стролл, який інвестував у марку «Aston Martin». Renault стане відомим як Alpine, прийнявши назву бренду спортивних автомобілів Alpine, який належить Renault.

### Зміни у складах команд
Чотириразовий чемпіон світу з Формули-1 Себастьян Феттель покинув Ferrari в кінці чемпіонату 2020 року після шести сезонів співпраці. Місце Феттеля займе Карлос Сайнс, який залишив McLaren. Данієль Ріккардо перейшов з Renault до McLaren'а, де замінив Сайнса. На зміну Ріккардо прийшов дворазовий чемпіон світу Фернандо Алонсо, який повертається до Формули-1 із командою Alpine після 3-річної перерви.
Феттель підписав контракт з Aston Martin, де він замінить Серхіо Переса. Перес, який раніше мав контракт із попередником Aston Martin, Racing Point, до 2022 року, перейшов до Red Bull Racing, де замінив Алекса Албона. Албон став резервним пілотом Red Bull Racing у сезоні 2021 року. Перес став першим гонщиком після Марка Веббера у 2007 році, який приєднався до команди, не будучи у складі їх юніорської програми.
Ромен Грожан та Кевін Магнуссен, які змагались за Haas з 2016 та 2017 років відповідно, покинули команду наприкінці 2020 року. Чемпіон Формули-2 2020 року та син семикратного чемпіона світу Міхаеля Шумахера, Мік Шумахер, зайняв одне з місць у команді, а інше відійшло Нікіті Мазепіну, який закінчив чемпіонат Формули-2 на 5-му місці.
Юкі Цунода, який фінішував третім у чемпіонаті Формули-2 у 2020 році, дебютує у Формулі-1 зі Scuderia AlphaTauri, замінивши Данила Квята, який став резервним пілотом Alpine. Цунода стане першим японським пілотом Формули-1 після Камуї Кобаясі у 2014 році.

## Календар
11 листопада 2020 року було оприлюднено календар на наступний сезон. У 2021 році повинно відбутися 23 етапи. 17 грудня 2020 календар був затверджений на Всесвітній раді FIA. 12 січня 2021 року була оприлюднена скорегована версія календаря.
| №        | Гран-прі                    | Траса                                  | Дата         |
| -------- | --------------------------- | -------------------------------------- | ------------ |
| 1        | Гран-прі Бахрейну           | Міжнародний автодром Бахрейну, Сахір   | 28 березня   |
| 2        | Гран-прі Емілії-Романьї     | Автодром Енцо та Діно Феррарі, Імола   | 18 квітня    |
| 3        | Гран-прі Португалії         | Міжнародний автодром Алгарве, Портіман | 2 травня     |
| 4        | Гран-прі Іспанії            | Каталунья, Барселона                   | 9 травня     |
| 5        | Гран-прі Монако             | Міська траса Монте-Карло, Монте-Карло  | 23 травня    |
| 6        | Гран-прі Азербайджану       | Вулична траса Баку, Баку               | 6 червня     |
| 7        | Гран-прі Франції            | Поль Рікар, Ле-Кастелле                | 20 Червня    |
| 8        | Гран-прі Штирії             | Ред Бул Ринг, Шпільберг                | 27 червня    |
| 9        | Гран-прі Австрії            | Ред Бул Ринг, Шпільберг                | 4 липня      |
| 10       | Гран-прі Великої Британії   | Автодром Сільверстоун, Сільверстоун    | 18 липня     |
| 11       | Гран-прі Угорщини           | Хунгароринг, Будапешт                  | 1 серпня     |
| 12       | Гран-прі Бельгії            | Спа-Франкоршам, Спа                    | 29 серпня    |
| 13       | Гран-прі Нідерландів        | Зандвоорт                              | 5 вересня    |
| 14       | Гран-прі Італії             | Автодром Монца, Монца                  | 12 вересня   |
| 15       | Гран-прі Росії              | Автодром Сочі, Сочі                    | 26 вересня   |
| 16       | Гран-прі Туреччини          | Істанбул Парк, Стамбул                 | 10 жовтня    |
| 17       | Гран-прі США                | Траса Америк, Остін (Техас)            | 24 жовтня    |
| 18       | Гран-прі Мехіко             | Автодром імені братів Родрігес, Мехіко | 7 листопада  |
| 19       | Гран-прі Сан-Паулу          | Інтерлагос, Сан-Паулу                  | 14 листопада |
| 20       | Гран-прі Катару             | Міжнародний трек Лосейл, Лусаїл        | 21 листопада |
| 21       | Гран-прі Саудівської Аравії | Міська траса Джидда, Джидда            | 5 грудня     |
| 22       | Гран-прі Абу-Дабі           | Яс-Марина, Абу-Дабі                    | 12 грудня    |
| Джерела: |                             |                                        |              |

Наступні Гран-прі були включені до календаря, але були відкладені або скасовані:
| Гран-прі           | Траса                                  | Дата         | Статус     |
| ------------------ | -------------------------------------- | ------------ | ---------- |
| Гран-прі Китаю     | Міжнародний автодром Шанхая, Шанхай    | 11 квітня    | Відкладено |
| Гран-прі Канади    | Автодром імені Жиля Вільнева, Монреаль | 13 червня    | Скасовано  |
| Гран-прі Сінгапуру | Міський автодром Марина Бей, Сінгапур  | 3 жовтня     | Скасовано  |
| Гран-прі Японії    | Судзука, Судзука                       | 10 жовтня    | Скасовано  |
| Гран-прі Австралії | Альберт-Парк, Мельбурн                 | 21 листопада | Скасовано  |
| Джерела:           |                                        |              |            |

## Зміни регламенту
Чемпіонат 2021 року повинен був внести суттєві зміни до регламенту, включаючи управління спортом, конструкції автомобілів та спортивні правила, але вони були відкладені в березні 2020 року через пандемією COVID-19. Натомість ці зміни до правил будуть введені у 2022 році.

### Фінансове регулювання
У чемпіонаті було запроваджено обмеження бюджету: команди повинні витрачати максимум $145 мільйонів на рік. Команди повинні будуть використовувати більше комерційно доступних матеріалів та подавати свої щорічні витрати. Деякі команди закликали щодо подальшого обмеження бюджету до $100 мільйонів, посилаючись на занепокоєння тим, що довгостроковий фінансовий вплив пандемії COVID-19 загрожує майбутньому чотирьох команд. Керуючий директор Формули-1 Росс Браун заявив, що наміром цього виду спорту є подальше обмеження бюджету в найближчі роки.
Величина обмеження бюджету встановлюється для двадцяти однієї гонки; кожна додаткова гонка збільшує бюджет на $1 мільйон, і навпаки: кожна гонка, вилучена із запланованого двадцять одного календаря гонок, вираховує з бюджету $1 мільйон. Однак обмеження бюджету не включає маркетинговий бюджет, зарплату гонщиків та зарплату трійки топ-менеджерів команди. Будуть введені додаткові обмеження, які диктуватимуть спосіб витрачання призових грошей. Обмеження застосовуватиметься лише до витрат, пов'язаних з експлуатаційними характеристиками болідів, які залишатимуться чинними до 2026 року. У разі порушення командою фінансових норм, вона може бути покарана трьома способами. За порушення процесуального порядку оштрафуватимуть у кожному конкретному випадку. Команди можуть отримати низку покарань за перевищення річного бюджету, що включає віднімання очок чемпіонату, скорочення часу випробувань, заборону перегонів або, у найтяжчих випадках, дискваліфікацію з чемпіонату.

### Технічний регламент
Командам обмежили кількість компонентів, які можуть бути модифіковані на сезон 2021 року, ця вимога була введена для полегшення фінансового тиску на команди, викликаний пандемією COVID-19. Команди можуть подати заявку на отримання спеціального розподілу для внесення змін, як у випадку з McLaren, який отримав дозвіл на модифікацію свого автомобіля з переходом з двигунів Renault на двигуни Mercedes. Це спонукало FIA запровадити систему токенів, згідно з якою командам буде надана серія токенів, які можна було обміняти на введення певних модернізацій компонентів.
Однак деякі зміни в аеродинамічних правилах були напряму введені FIA. Підлога болідів була «обрізана», щоб зменшити притискну силу до 2021 року. У 2020 році підлозі було дозволено проходити по прямій лінії із зони, що прилягає до кабіни пілотів до точки перед задньою шиною. Однак з 2021 року ця точка біля задньої шини була переміщена на 100 міліметрів всередину, роблячи край підлоги діагональною лінією, якщо дивитись зверху. Очікується, що ця зміна знизить рівень притискної сили на 5 %. Далі, деякі прорізи на краю підлоги були видалені, крила гальмівних каналів звужені на 40 міліметрів, а огорожі дифузора звужені на 50 міліметрів. Очікується, що ці три зміни дозволять знизити рівень притискної сили ще на 5 %, що означає, що у 2021 оці загальний рівень притискної сили буде зменшено на 10 %. Однак очікується, що за зиму команди збільшили притискну силу на 4–5 %, тож передбачуване загальне зменшення притискної сили становить приблизно 5 %.
Система двовісного рульового управління (DAS), розроблена Mercedes у 2020 році, була заборонена з 2021 року. DAS дозволяло пілоту регулювати кут сходження передніх коліс, щоб оптимізувати механічне зчеплення з трасою, шляхом натискання або притягання керма.

### Спортивний регламет
Команди повинні будуть дозволити пілоту, який брав участь у менш ніж двох Гран-прі, замінити одного зі своїх повноцінних гонщиків у п'ятничній практиці протягом сезону. Це правило має на меті дати шанс гонщикам, що не є пілотами Формули-1, протестувати автомобіль Формули-1, формулювання цього правила зазначає, що команди задовольняють цю вимогу, якщо хтось із їхніх постійних пілотів є новачком.
Після помилки Mercedes під час піт-стопу на Гран-прі Сахіру 2020 року, коли Джорджу Расселу були встановлені передні шини, призначені для Вальттері Боттаса, FIA змінила правила використання шин; пілотам, які використовують змішані складові комплекти або використовують комплекти, призначені іншому водієві на своїх болідах, буде дозволено проїхати два кола до того, як водій повинен заїхати на піт, щоб виправити помилку. Згідно з старим правилом, пілотів могли дискваліфікувати, як тільки сталася така помилка.
Обмеження часу гонок для гонок із червоним прапором також буде скорочено з 4 годин до 3 годин.

### Структура гоночного вікенду
У сезоні 2021 графік гоночного вікенду був переглянутий. Згідно з попередніми правилами, перегони тривають чотири дні: четвер перед перегонами був зарезервований для засобів масової інформації, рекламних заходів та перевірок, однак, згідно з новими правилами, усі події четверга будуть перенесені на п'ятницю вранці, а час між п'ятничними подіями був скорочений. Боліди знаходяться в умовах «закритого парку» після закінчення третіх вільних тренувань, замість кваліфікації, додатково обмежуючи командам можливість вносити серйозні зміни до автомобілів до початку гонки. Тривалість двох тренувань у п'ятницю буде скорочена з 90 хвилин (як це було з сезону 2007 року) до 60 хвилин.
Гоночна серія W Series, у якій змагаються виключно жінки-пілоти була додана до списку гоночних серій підтримки, разом із Формулою 2, Формулою 3 та Porsche Supercup.

### Запропоновані зміни
Команди будуть обговорювати та голосувати щодо тестових суботніх спринтерських гонок, замість звичної кваліфікації, на деяких Гран-прі. У пропозиції зазначено, що кваліфікація на ці спринтерські гонки відбудеться в п'ятницю вдень замість других вільних тренувань, і що гонки становитимуть приблизно третину всієї дистанції Гран-прі. Якщо випробування буде схвалено та буде успішним, пропонується, щоб спринтерські перегони були запроваджені для більшого числа подій на сезон 2022 року.

## Результати та положення в заліках

### Гран-прі
| №  | Гран-прі                    | Поул-позиція     | Швидке коло      | Переможець       | Конструктор           | Звіт |
| -- | --------------------------- | ---------------- | ---------------- | ---------------- | --------------------- | ---- |
| 1  | Гран-прі Бахрейну           | Макс Ферстаппен  | Вальттері Боттас | Льюїс Гамільтон  | Mercedes              | Звіт |
| 2  | Гран-прі Емілії-Романьї     | Льюїс Гамільтон  | Льюїс Гамільтон  | Макс Ферстаппен  | Red Bull Racing-Honda | Звіт |
| 3  | Гран-прі Португалії         | Вальттері Боттас | Вальттері Боттас | Льюїс Гамільтон  | Mercedes              | Звіт |
| 4  | Гран-прі Іспанії            | Льюїс Гамільтон  | Макс Ферстаппен  | Льюїс Гамільтон  | Mercedes              | Звіт |
| 5  | Гран-прі Монако             | Шарль Леклер     | Льюїс Гамільтон  | Макс Ферстаппен  | Red Bull Racing-Honda | Звіт |
| 6  | Гран-прі Азербайджану       | Шарль Леклер     | Макс Ферстаппен  | Серхіо Перес     | Red Bull Racing-Honda | Звіт |
| 7  | Гран-прі Франції            | Макс Ферстаппен  | Макс Ферстаппен  | Макс Ферстаппен  | Red Bull Racing-Honda | Звіт |
| 8  | Гран-прі Штирії             | Макс Ферстаппен  | Льюїс Гамільтон  | Макс Ферстаппен  | Red Bull Racing-Honda | Звіт |
| 9  | Гран-прі Австрії            | Макс Ферстаппен  | Макс Ферстаппен  | Макс Ферстаппен  | Red Bull Racing-Honda | Звіт |
| 10 | Гран-прі Великої Британії   | Макс Ферстаппен  | Серхіо Перес     | Льюїс Гамільтон  | Mercedes              | Звіт |
| 11 | Гран-прі Угорщини           | Льюїс Гамільтон  | П'єр Гаслі       | Естебан Окон     | Alpine                | Звіт |
| 12 | Гран-прі Бельгії            | Макс Ферстаппен  | не визначався    | Макс Ферстаппен  | Red Bull Racing-Honda | Звіт |
| 13 | Гран-прі Нідерландів        | Макс Ферстаппен  | Льюїс Гамільтон  | Макс Ферстаппен  | Red Bull Racing-Honda | Звіт |
| 14 | Гран-прі Італії             | Макс Ферстаппен  | Данієль Ріккардо | Данієль Ріккардо | McLaren-Mercedes      | Звіт |
| 15 | Гран-прі Росії              | Ландо Норріс     | Ландо Норріс     | Льюїс Гамільтон  | Mercedes              | Звіт |
| 16 | Гран-прі Туреччини          | Вальттері Боттас | Вальттері Боттас | Вальттері Боттас | Mercedes              | Звіт |
| 17 | Гран-прі США                | Макс Ферстаппен  | Льюїс Гамільтон  | Макс Ферстаппен  | Red Bull Racing-Honda | Звіт |
| 18 | Гран-прі Мехіко             | Вальттері Боттас | Вальттері Боттас | Макс Ферстаппен  | Red Bull Racing-Honda | Звіт |
| 19 | Гран-прі Сан-Паулу          | Вальттері Боттас | Серхіо Перес     | Льюїс Гамільтон  | Mercedes              | Звіт |
| 20 | Гран-прі Катару             | Льюїс Гамільтон  | Макс Ферстаппен  | Льюїс Гамільтон  | Mercedes              | Звіт |
| 21 | Гран-прі Саудівської Аравії | Льюїс Гамільтон  | Льюїс Гамільтон  | Льюїс Гамільтон  | Mercedes              | Звіт |
| 22 | Гран-прі Абу-Дабі           | Макс Ферстаппен  | Макс Ферстаппен  | Макс Ферстаппен  | Red Bull Racing-Honda | Звіт |

### Пілоти
Очки отримують пілоти, які фінішували у першій десятці. Також 1 очко здобуває пілот, який показав найшвидше коло і фінішував в першій десятці.
| Позиція             | 1-ша | 2-га | 3-тя | 4-та | 5-та | 6-та | 7-ма | 8-ма | 9-та | 10-та | НК |
| Гран-прі            | 25   | 18   | 15   | 12   | 10   | 8    | 6    | 4    | 2    | 1     | 1  |
| Спринт кваліфікація | 3    | 2    | 1    |      |      |      |      |      |      |       |    |

| Поз. | Пілот              | БАХ  | ЕМІ  | ПОР  | ІСП  | МОН  | АЗЕ  | ФРА | ШТИ  | АВТ  | ВЕЛ  | УГО  | БЕЛ | НІД  | ІТА  | РОС  | ТУР | США  | МЕХ  | САП  | КАТ  | САУ  | АБУ  | Очки  |
| ---- | ------------------ | ---- | ---- | ---- | ---- | ---- | ---- | --- | ---- | ---- | ---- | ---- | --- | ---- | ---- | ---- | --- | ---- | ---- | ---- | ---- | ---- | ---- | ----- |
| 1    | Макс Ферстаппен    | 2    | 1    | 2    | 2    | 1    | 18°  | 1   | 1    | 1    | Схід | 9    | 1   | 1    | Схід | 2    | 2   | 1    | 1    | 2    | 2    | 2    | 1    | 395.5 |
| 2    | Льюїс Гамільтон    | 1    | 2    | 1    | 1    | 7    | 15   | 2   | 2    | 4    | 1    | 2    | 3   | 2    | Схід | 1    | 5   | 2    | 2    | 1    | 1    | 1    | 2    | 387.5 |
| 3    | Вальттері Боттас   | 3    | Схід | 3    | 3    | Схід | 12   | 4   | 3    | 2    | 3    | Схід | 12  | 3    | 3    | 5    | 1   | 6    | 15   | 3    | Схід | 3    | 6    | 226   |
| 4    | Серхіо Перес       | 5    | 11   | 4    | 5    | 4    | 1    | 3   | 4    | 6    | 16   | Схід | 19  | 8    | 5    | 9    | 3   | 3    | 3    | 4    | 4    | Схід | 15°  | 190   |
| 5    | Карлос Сайнс мол.  | 8    | 5    | 11   | 7    | 2    | 8    | 11  | 6    | 5    | 6    | 3    | 10  | 7    | 6    | 3    | 8   | 7    | 6    | 6    | 7    | 8    | 3    | 164.5 |
| 6    | Ландо Норріс       | 4    | 3    | 5    | 8    | 3    | 5    | 5   | 5    | 3    | 4    | Схід | 14  | 10   | 2    | 7    | 7   | 8    | 10   | 10   | 9    | 10   | 7    | 160   |
| 7    | Шарль Леклер       | 6    | 4    | 6    | 4    | НС   | 4    | 16  | 7    | 8    | 2    | Схід | 8   | 5    | 4    | 15   | 4   | 4    | 5    | 5    | 8    | 7    | 10   | 159   |
| 8    | Данієль Ріккардо   | 7    | 6    | 9    | 6    | 12   | 9    | 6   | 13   | 7    | 5    | 11   | 4   | 11   | 1    | 4    | 13  | 5    | 12   | Схід | 12   | 5    | 12   | 115   |
| 9    | П'єр Гаслі         | 17°  | 7    | 10   | 10   | 6    | 3    | 7   | Схід | 9    | 11   | 5    | 6   | 4    | Схід | 13   | 6   | Схід | 4    | 7    | 11   | 6    | 5    | 110   |
| 10   | Фернандо Алонсо    | Схід | 10   | 8    | 17   | 13   | 6    | 8   | 9    | 10   | 7    | 4    | 11  | 6    | 8    | 6    | 16  | Схід | 9    | 9    | 3    | 13   | 8    | 81    |
| 11   | Естебан Окон       | 13   | 9    | 7    | 9    | 9    | Схід | 14  | 14   | Схід | 9    | 1    | 7   | 9    | 10   | 14   | 10  | Схід | 13   | 8    | 5    | 4    | 9    | 74    |
| 12   | Себастьян Феттель  | 15   | 15°  | 13   | 13   | 5    | 2    | 9   | 12   | 17°  | Схід | ДСК  | 5   | 13   | 12   | 12   | 18  | 10   | 7    | 11   | 10   | Схід | 11   | 43    |
| 13   | Ленс Стролл        | 10   | 8    | 14   | 11   | 8    | Схід | 10  | 8    | 13   | 8    | Схід | 20  | 12   | 7    | 11   | 9   | 12   | 14   | Схід | 6    | 11   | 13   | 34    |
| 14   | Юкі Цунода         | 9    | 12   | 15   | Схід | 16   | 7    | 13  | 10   | 12   | 10   | 6    | 15  | Схід | НС   | 17   | 14  | 9    | Схід | 15   | 13   | 14   | 4    | 32    |
| 15   | Джордж Расселл     | 14   | Схід | 16   | 14   | 14   | 17°  | 12  | Схід | 11   | 12   | 8    | 2   | 17°  | 9    | 10   | 15  | 14   | 16   | 13   | 17   | Схід | Схід | 16    |
| 16   | Кімі Ряйкконен     | 11   | 13   | Схід | 12   | 11   | 10   | 17  | 11   | 15   | 15   | 10   | 18  | Т    |      | 8    | 12  | 13   | 8    | 12   | 14   | 15   | Схід | 10    |
| 17   | Ніколас Латіфі     | 18   | Схід | 18   | 16   | 15   | 16   | 18  | 17   | 16   | 14   | 7    | 9   | 16   | 11   | 19°  | 17  | 15   | 17   | 16   | Схід | 12   | Схід | 7     |
| 18   | Антоніо Джовінацці | 12   | 14   | 12   | 15   | 10   | 11   | 15  | 15   | 14   | 13   | 13   | 13  | 14   | 13   | 16   | 11  | 11   | 11   | 14   | 15   | 9    | Схід | 3     |
| 19   | Мік Шумахер        | 16   | 16   | 17   | 18   | 18   | 13   | 19  | 16   | 18   | 18   | 12   | 16  | 18   | 15   | Схід | 19  | 16   | Схід | 18   | 16   | Схід | 14   | 0     |
| 20   | Роберт Кубіца      |      |      |      |      |      |      |     |      |      |      |      |     | 15   | 14   |      |     |      |      |      |      |      |      | 0     |
| 21   | Микита Мазепін     | Схід | 17   | 19   | 19   | 17   | 14   | 20  | 18   | 19   | 17   | Схід | 17  | Схід | Схід | 18   | 20  | 17   | 18   | 17   | 18   | Схід | Т    | 0     |
| Поз. | Пілот              | БАХ  | ЕМІ  | ПОР  | ІСП  | МОН  | АЗЕ  | ФРА | ШТИ  | АВТ  | ВЕЛ  | УГО  | БЕЛ | НІД  | ІТА  | РОС  | ТУР | США  | МЕХ  | САП  | КАТ  | САУ  | АБУ  | Очки  |

| Приклад      | Опис                                                              |
| ------------ | ----------------------------------------------------------------- |
| 1            | Переможець                                                        |
| 2            | Друге місце                                                       |
| 3            | Третє місце                                                       |
| 5            | Фінішував у очковій зоні                                          |
| 12           | Фінішував поза очковою зоною                                      |
| НКЛ          | Фінішував, але не класифікований                                  |
| Схід         | Не фінішував і не класифікований                                  |
| НКВ          | Не кваліфікований                                                 |
| НПКВ         | Не передкваліфікований                                            |
| ДСК          | Дискваліфікований                                                 |
| ТТР          | Брав участь тільки в тренуваннях                                  |
| тест         | Тестер по п'ятницях (з 2003 року)                                 |
| НС           | Брав участь у Гран-прі як бойовий пілот, але не стартував у гонці |
| Т            | Травмований чи хворий                                             |
| Викл         | Виключений із протоколу                                           |
| Від          | Відмова від участі                                                |
| НТР          | Не брав участі в тренуваннях                                      |
| НПР          | Не прибув на Гран-прі                                             |
| С            | Гонка скасована                                                   |
|              | Не брав участі                                                    |
| Жирний шрифт | Поул-позиція                                                      |
| Курсив       | Швидке коло                                                       |

Примітки:
- ° — Пілоти, що не фінішували на гран-прі, але були класифіковані, оскільки подолали понад 90 % дистанції.

### Конструктори
| Поз. | Конструктор     | №  | БАХ  | ЕМІ  | ПОР  | ІСП  | МОН  | АЗЕ  | ФРА | ШТИ  | АВТ  | ВЕЛ  | УГО  | БЕЛ | НІД  | ІТА  | РОС  | ТУР | США  | МЕХ  | САП  | КАТ  | САУ  | АБУ  | Очки  |
| ---- | --------------- | -- | ---- | ---- | ---- | ---- | ---- | ---- | --- | ---- | ---- | ---- | ---- | --- | ---- | ---- | ---- | --- | ---- | ---- | ---- | ---- | ---- | ---- | ----- |
| 1    | Mercedes        | 44 | 1    | 2    | 1    | 1    | 7    | 15   | 2   | 2    | 4    | 1    | 2    | 3   | 2    | Схід | 1    | 5   | 2    | 2    | 1    | 1    | 1    | 2    | 613.5 |
| 1    | Mercedes        | 77 | 3    | Схід | 3    | 3    | Схід | 12   | 4   | 3    | 2    | 3    | Схід | 12  | 3    | 3    | 5    | 1   | 6    | 15   | 3    | Схід | 3    | 6    | 613.5 |
| 2    | Red Bull Racing | 11 | 5    | 11   | 4    | 5    | 4    | 1    | 3   | 4    | 6    | 16   | Схід | 19  | 8    | 5    | 9    | 3   | 3    | 3    | 4    | 4    | Схід | 15°  | 585.5 |
| 2    | Red Bull Racing | 33 | 2    | 1    | 2    | 2    | 1    | 18°  | 1   | 1    | 1    | Схід | 9    | 1   | 1    | Схід | 2    | 2   | 1    | 1    | 2    | 2    | 2    | 1    | 585.5 |
| 3    | Ferrari         | 16 | 6    | 4    | 6    | 4    | НС   | 4    | 16  | 7    | 8    | 2    | Схід | 10  | 7    | 4    | 15   | 4   | 4    | 5    | 5    | 8    | 7    | 10   | 323.5 |
| 3    | Ferrari         | 55 | 8    | 5    | 11   | 7    | 2    | 8    | 11  | 6    | 5    | 6    | 3    | 8   | 5    | 6    | 3    | 8   | 7    | 6    | 6    | 7    | 8    | 3    | 323.5 |
| 4    | McLaren         | 3  | 7    | 6    | 9    | 6    | 12   | 9    | 6   | 13   | 7    | 5    | 11   | 4   | 10   | 1    | 4    | 13  | 5    | 12   | Схід | 12   | 5    | 12   | 275   |
| 4    | McLaren         | 4  | 4    | 3    | 5    | 8    | 3    | 5    | 5   | 5    | 3    | 4    | Схід | 14  | 11   | 2    | 7    | 7   | 8    | 10   | 10   | 9    | 10   | 7    | 275   |
| 5    | Alpine          | 14 | Схід | 10   | 8    | 17   | 13   | 6    | 8   | 9    | 10   | 7    | 4    | 7   | 6    | 8    | 6    | 16  | Схід | 9    | 9    | 3    | 13   | 8    | 155   |
| 5    | Alpine          | 31 | 13   | 9    | 7    | 9    | 9    | Схід | 14  | 14   | Схід | 9    | 1    | 11  | 9    | 10   | 14   | 10  | Схід | 13   | 8    | 5    | 4    | 9    | 155   |
| 6    | AlphaTauri      | 10 | 17°  | 7    | 10   | 10   | 6    | 3    | 7   | Схід | 9    | 11   | 5    | 6   | 4    | Схід | 13   | 6   | Схід | 4    | 7    | 11   | 6    | 5    | 142   |
| 6    | AlphaTauri      | 22 | 9    | 12   | 15   | Схід | 16   | 7    | 13  | 10   | 12   | 10   | 6    | 15  | Схід | НС   | 17   | 14  | 9    | Схід | 15   | 13   | 14   | 4    | 142   |
| 7    | Aston Martin    | 5  | 15   | 15°  | 13   | 13   | 5    | 2    | 9   | 12   | 17°  | Схід | ДСК  | 5   | 12   | 12   | 12   | 18  | 10   | 7    | 11   | 10   | Схід | 11   | 77    |
| 7    | Aston Martin    | 18 | 10   | 8    | 14   | 11   | 8    | Схід | 10  | 8    | 13   | 8    | Схід | 20  | 13   | 7    | 11   | 9   | 12   | 14   | Схід | 6    | 11   | 13   | 77    |
| 8    | Williams        | 6  | 18   | Схід | 18   | 16   | 15   | 16   | 18  | 17   | 16   | 14   | 7    | 9   | 16   | 11   | 19°  | 17  | 15   | 17   | 16   | Схід | 12   | Схід | 23    |
| 8    | Williams        | 63 | 14   | Схід | 16   | 14   | 14   | 17°  | 12  | Схід | 11   | 12   | 8    | 2   | 17°  | 9    | 10   | 15  | 14   | 16   | 13   | 17   | Схід | Схід | 23    |
| 9    | Alfa Romeo      | 7  | 11   | 13   | Схід | 12   | 11   | 10   | 17  | 11   | 16   | 15   | 10   | 18  | Т    |      | 8    | 12  | 13   | 8    | 12   | 14   | 15   | Схід | 13    |
| 9    | Alfa Romeo      | 99 | 12   | 14   | 12   | 15   | 10   | 11   | 15  | 15   | 14   | 13   | 13   | 13  | 14   | 13   | 16   | 11  | 11   | 11   | 14   | 15   | 9    | Схід | 13    |
| 9    | Alfa Romeo      | 88 |      |      |      |      |      |      |     |      |      |      |      |     | 15   | 14   |      |     |      |      |      |      |      |      | 13    |
| 10   | Haas            | 9  | Схід | 17   | 19   | 19   | 17   | 14   | 20  | 18   | 19   | 17   | Схід | 17  | Схід | Схід | 18   | 20  | 17   | 18   | 17   | 18   | Схід | Т    | 0     |
| 10   | Haas            | 47 | 16   | 16   | 17   | 18   | 18   | 13   | 19  | 16   | 18   | 18   | 12   | 16  | 18   | 15   | Схід | 19  | 16   | Схід | 18   | 16   | Схід | 14   | 0     |
| Поз. | Конструктор     | №  | БАХ  | ЕМІ  | ПОР  | ІСП  | МОН  | АЗЕ  | ФРА | ШТИ  | АВТ  | ВЕЛ  | УГО  | БЕЛ | НІД  | ІТА  | РОС  | ТУР | США  | МЕХ  | САП  | КАТ  | САУ  | АБУ  | Очки  |

| Приклад      | Опис                                                              |
| ------------ | ----------------------------------------------------------------- |
| 1            | Переможець                                                        |
| 2            | Друге місце                                                       |
| 3            | Третє місце                                                       |
| 5            | Фінішував у очковій зоні                                          |
| 12           | Фінішував поза очковою зоною                                      |
| НКЛ          | Фінішував, але не класифікований                                  |
| Схід         | Не фінішував і не класифікований                                  |
| НКВ          | Не кваліфікований                                                 |
| НПКВ         | Не передкваліфікований                                            |
| ДСК          | Дискваліфікований                                                 |
| ТТР          | Брав участь тільки в тренуваннях                                  |
| тест         | Тестер по п'ятницях (з 2003 року)                                 |
| НС           | Брав участь у Гран-прі як бойовий пілот, але не стартував у гонці |
| Т            | Травмований чи хворий                                             |
| Викл         | Виключений із протоколу                                           |
| Від          | Відмова від участі                                                |
| НТР          | Не брав участі в тренуваннях                                      |
| НПР          | Не прибув на Гран-прі                                             |
| С            | Гонка скасована                                                   |
|              | Не брав участі                                                    |
| Жирний шрифт | Поул-позиція                                                      |
| Курсив       | Швидке коло                                                       |

Примітки:
- ° — Пілоти, що не фінішували на гран-прі, але були класифіковані, оскільки подолали понад 90 % дистанції.

## Виноски
1. ↑  Микита Мазепін - росіянин, але він буде змагатися як нейтральний спортсмен, оскільки Спортивний арбітражний суд підтримав заборону брати участь у чемпіонатах світу Російській Федерації. Заборона була реалізована Світовим антидопінговим агентством у відповідь на спонсоровану державою програму допінгу російських спортсменів[en].
2. ↑  Гран-прі Франції було заплановано на 27 червня, але дата була змінена у зв'язку з перенесенням Гран-прі Туреччини.
3. ↑  Гран-прі Туреччини мало спочатку відбутися 13 червня замість скасованого Гран-прі Канади. Після цього було відкладене, а потім повторно додане замість скасованого Гран-прі Сінгапуру. Згодом було перенесене через зменшення гонок в календарі.
4. ↑  Гран-прі Мехіко мало відбутися 31 жовтня, але було перенесене через зменшення гонок в календарі.
5. ↑  Гран-прі Сан-Паулу спочатку мало відбутися 14 листопада, але було перенесене на 7 листопада у зв'язку з відкладенням Гран-прі Австралії, яке згодом було скасоване. Згодом було перенесене через зменшення гонок в календарі.
6. ↑  Гран-прі Саудівської Аравії мало відбутися 28 листопада, але було перенесене у зв'язку з відкладенням Гран-прі Австралії, яке згодом було скасоване.
7. ↑  Гран-прі Абу-Дабі мало відбутися 5 грудня, але було перенесене у зв'язку з відкладенням Гран-прі Австралії, яке згодом було скасоване.